# Serrat del Mig (Vidrà)
|  | Per a altres significats, vegeu «Serrat del Mig (Salàs de Pallars)». |

El Serrat del Mig és una muntanya de 1.392 metres que es troba al municipi de Vidrà, a la comarca d'Osona.